# Liste der Monuments historiques in Dancevoir
Die Liste der Monuments historiques in Dancevoir führt die Monuments historiques in der französischen Gemeinde Dancevoir auf.

## Liste der Immobilien
| Bezeichnung               | Beschreibung            | Standort                | Kennzeichnung | Schutzstatus | Datum | Bild           |
| ------------------------- | ----------------------- | ----------------------- | ------------- | ------------ | ----- | -------------- |
| Maison Louis              | 1564 erbaut             | 74 rue de Verdun (Lage) | PA00125385    | Inscrit      | 1993  |                |
| Kirche St-Pierre-ès-Liens | aus dem 13. Jahrhundert | Rue de l’Église (Lage)  | PA00079293    | Inscrit      | 1990  | weitere Bilder |

## Liste der Objekte
| Bezeichnung                       | Beschreibung                           | Standort                                | Kennzeichnung | Schutzstatus | Datum | Bild |
| --------------------------------- | -------------------------------------- | --------------------------------------- | ------------- | ------------ | ----- | ---- |
| Gemälde Stiftung des Rosenkranzes | Ölfarbe auf Leinwand, 1640             | in der Kirche St-Pierre-ès-Liens (Lage) | PM52000402    | Classé       | 1975  |      |
| Kruzifix                          | am Hauptaltar; aus dem 17. Jahrhundert | in der Kirche St-Pierre-ès-Liens (Lage) | PM52001957    | Inscrit      | 2019  |      |